# Verbandsgemeinde Nierstein-Oppenheim
La comunità amministrativa di Nierstein-Oppenheim (Verbandsgemeinde Nierstein-Oppenheim) era una comunità amministrativa della Renania-Palatinato, in Germania.
Faceva parte del circondario di Magonza-Bingen.
A partire dal 1º gennaio 2014 è stata unita alla comunità amministrativa di Guntersblum per costituire la nuova comunità amministrativa Rhein-Selz.

## Suddivisione
Comprendeva 11 comuni:
1. Dalheim
2. Dexheim
3. Dienheim
4. Friesenheim
5. Hahnheim
6. Köngernheim
7. Mommenheim
8. Nierstein
9. Oppenheim (città)
10. Selzen
11. Undenheim

Il capoluogo era Oppenheim.